# Pollapönk
Pollapönk é uma banda islandesa que representou a Islândia no Festival Eurovisão da Canção 2014, em Copenhaguem, Dinamarca, com sua canção "Enga fordóma", após vencer a seletiva islandesa do festival.